# Мустафа, Фируз
Фируз Мустафа (азерб. Firuz Qədimalı oğlu Mustafayev; 18 февраля 1952, село Исали Кедабекского района Азербайджанской ССР) — азербайджанский писатель, драматург, философ, заслуженный деятель искусств Азербайджанской Республики (2019).

## Биография
Родился 18 февраля 1952 года в селе Исали Кедабекского района Азербайджанской Республики, в семье педагога. В 1975 году закончил филологический факультет Азербайджанского государственного педагогическая университета. Два года преподавал в школах Саатлинского района.
Служил в рядах советской армии. Временам работал в редакции газеты «Азербайджан генджлери», вёл по ТВ популярные передачи как «Ильгым» («Мираж») и «Идрак» («Познание»).
Окончил аспирантуру, защитил кандидатскую и докторскую диссертации по философии.
Многие годы преподавал студентам и аспирантам философию, мировую литературу и культурологию.
Лауреат премии Джаббарлы и «Хумай».
Заведующий сектора драматургии Союза писателей Азербайджана.
Учредитель журналa «Театр».

## Научные труды
- «Диалектика развития духовных потребностей» (Изд. «Элм», 1935 г.)
- «Мир без границ» (Изд. «Дипломат», 1999 г.)
- «Культура и философия» (Изд. «Араз», 2005 г.)
- «Глобализация и культура» (Изд. «Араз», 2011 г.)

## Художественные произведения
- «Терновые рощи» (Изд. «Генджлик», 1985 г.)
- «Цвет света» (Изд. «Генджлик», 1989 г.)
- «Янтарь» (Изд. «Эльм» фонду,1997 г.)
- «Бахруз» (Изд. «Азербайджан»,1997 г.)
- «Розовый тунель» (Изд. «Шур»,1999 г.)
- «Театральная площадь» (Изд. Чашиоглу, 2001 г.)
- «Безымянный» (Изд. «Адильоглу», 2002 г.)
- «Строки, высеченные на льду» (Изд. «Араз», 2003 г.)
- «Комедии» (Изд. «Араз», 2004 г.)
- «Чёрный ящик» (Изд. «Араз», 2006 г.)
- «Морское кочевье» (Изд. «Араз»,2006г)
- «Десятистишья» (Изд. «Араз», 2008 г.)
- «…Дверь» (Изд. «МБМ», 2008 г.)
- «13 рассказов» (Изд. «МБМ», 2008 г.)
- «Манекен» (Изд. «МБМ», 2009 г.)
- «Монорассказы» (Изд. «МБМ» 2009 г.)
- «День лошади» (Изд. «МБМ», 2009 г.)
- «Монопьесы» (Изд. «Араз», 2010 г.)
- «Подвал на крыше» (Изд. «МБМ», 2011 г.)
- «Памятка для забывчивых» (Изд. «Араз», 2011 г.)
- «Строки, высеченные на камне» (Изд. «МТР» группа, 2014 г.)
- «Любовные послания на мёртвом языке» (Изд. «Зеро», 2014 г.)
- «Рассказы» (Изд. «МБМ», 2015 г.)

•	«Мир без граnиц» (“Diplomat” nəşriyyatı, 1999)
•	«Морское кочевье» (“Araz” nəşriyyatı, 2008, 164 s.)
•	«Пьесы» (“Nurlan” nəşriyyatı, 2008, 560 s.)
•	«Дверь» (“Nurlan” nəşriyyatı, 2008, 384 s. )
•	«Фируз Мустафа в переводе Шахло Касумовой» («МВМ» nəşriyyatı , 2011, 120 s.)
•	«Манекен» (“MBM” nəşriyyatı nəşriyyatı, 2009)
•	«День лошади» (“MBM” nəşriyyatı nəşriyyatı, 2009)
•	«Подвал на крыше» (“MBM” nəşriyyatı nəşriyyatı, 2011)
•	«Поэтические  ассоциации» (“Teatr” jurnalına əlavə, 2017)
•	«Парадоксальные пьесы»  (Приложение к журналу «Театр», 2019)
..   «Райский цветок»    (Изд. «Ridero», Екатеринбург, 2018 г.)
..   «Подвал на крыше» (Изд. «Ridero», Екатеринбург, 2018 г.)
.. «Дверь»           (Изд. «Ridero», Екатеринбург, 2018 г.)
..  «Мир без границ»    (Изд. «Ridero», Екатеринбург, 2018 г.)
..  «Морское кочевье»  (Изд. «Ridero», Екатеринбург, 2018 г.)
.. «Nomade Maritime»   (Изд. «Ridero», Екатеринбург, 2018 г.)
(На анг. языке)
.. «A  sea nomad»          (Изд. «Ridero», Екатеринбург, 2018 г.)
(На фр. языке)
.. «Морское кочевье» (Изд. «Истиглол нури», Ташкент, 2017 г.)
(На узб. языке)
.. «Подвал на крыше» (Иран ИР. Тебриз, 2018 г.) 
(На перс.  языке)
.. «Мариа́нская впа́дина» (Иран ИР. Тебриз, 2018 г.) 
(На перс.  языке)

## Книги, посвящённые Фирузу Мустафе
- «Посвящается тебе, Фируз Мустафа» (Изд. журнал «Театр», 2012 г.)
- Сабир Беширли, «Единство познаний и чувств: Фируз Мустафа» (монография), (Изд. «Араз», 2012 г.)

## Инсценированные произведения
• «Умница»- Азербайджанский государственный театр молодёжи
• «Клетка»- Азербайджанский государственный театр молодёжи
• «Гроб»- Азербайджанский государственный театр молодёжи
• «Прощальный марш»- Азербайджанский государственный театр молодёжи
• «Чёрный ящик»- Азербайджанский государственный театр молодёжи
• «Русалка»- Азербайджанский государственный театр молодёжи
• «Манекен» -Нахичеванский государственный театр музыкальной комедии
• «Музыкальные письма»- Шушинский государственный музыкальной комедии
• «Мираж»- Ленкоранский государственный драматический театр
• «Умру без твоей любви»- Агдамский государственный драматический театр
• «Прощальный марш»- Агдамский государственный драматический театр
• «Манекен»- Государственный театр «Юг»
• «Знак скорпиона»- Учебный театр
• «Манекен»- Учебный театр
• «Музыкальные письма»- Учебный театр
• «Ведьма»- Учебный театр
• «Сафари»- Учебный театр
•  «Мариа́нская впа́дина»- Учебный театр
• «Улыбка медведя»- Физулинский государственный драматический театр
• «Коридор»- Мингечаурский государственный драматический театр
• «Прощальный марш»- Мингечаурский государственный драмтеатр
• «Безымянный»- Мингечаурский государственный драматический театр
• «Хочу тебе сказать»- Казахский государственный драматический театр
• «Нейтральная зона»- Казахский государственный драматический театр
• «Капкан»- Казахский государственный драматический театр
• «Безымянный»- Иреванский государственный драматический театр
• «Пробка»- Гянджинский государственный театр поэзии Низами
• «Прощальный марш»- Гянджинский государственный драматический театр
• «Улыбка медведя»- Гусарский лезгинский государственный драматический театр
• «Знак скорпиона»- Сумгаитский государственный музыкальный драматический театр
• «Безымянный»- Театр юного зрителя
• «Год тигра»- Театр юного зрителя
- «Нейтральная зона»- Дербентский азербайджанский государственный драматический театр (Российская Федерация)
- «Манекен»- Стамбульский театр «Ода» (Туре́цкая Респу́блика)